# Cheegatagere, Gauribidanur
Cheegatagere là một làng thuộc tehsil Gauribidanur, huyện Kolar, bang Karnataka, Ấn Độ.